# Авакова, Светлана Ивановна

Бюст Л. Н. Толстого, г. Пятигорск

Светлана Ивановна Авакова (4 февраля 1953, г. Мурманск) — российский скульптор.

## Биография
В 1980 г окончила Ленинградское Высшее художественно-промышленное училище им. В. И. Мухиной (ныне Санкт-Петербургская Государственная художественно-промышленная академия), отделение монументальная скульптура. Член союза дизайнеров России, член Творческого союза художников России. Доцент кафедры «Дизайн» ПГТУ.

## Известные работы
Победитель конкурсов по монументальной скульптуре:
- бюст Л. Н. Толстого, г. Пятигорск.[3]
- рельеф почётного гражданина Говорухина, г. Железноводск[4]
- скульптурная композиция «Триумф медицинскому инструменту», он же — «Памятник Клизме», г. Железноводск, санаторий АКВА — Терм «Машук» (Иноземцево)[5].
- памятный знак с портретом Славского, санаторий «Жемчужина Кавказа»
- мемориальная доска художнику Качинскому, г. Железноводск
- рельеф на фасаде храма «Сергий Радонежский», г. Лермонтов[6]
- памятник по рассказам Чехова А. П. «Тонкий и толстый» (в соавторстве с Давидом Бегаловым), г. Таганрог[7]
- памятник «Горнякам-основателям г. Лермонтова».

## Награды и достижения
- Обладатель медали за заслуги перед городом Пятигорском.
- Серебряная медаль Творческого союза художников.
- Дипломы Союза Дизайнеров за коллекцию Авторских кукол, участника «Феродиз».
- Дипломы Творческого союза художников Академических выставок России.
- Участник выставок Творческого союза художников: краевых, городских, всесоюзных, Российских.